# Statistiche e record di Svetlana Kuznecova
| Finali in carriera |                       |       |       |        |
| Specialità         | Categoria             | Vinte | Perse | Totale |
| Singolare          | Grande Slam           | 2     | 2     | 4      |
| Singolare          | Olimpiadi estive      | 0     | 0     | 0      |
| Singolare          | WTA Finals            | 0     | 0     | 0      |
| Singolare          | WTA Premier Mandatory | 2     | 11    | 13     |
| Singolare          | WTA Tour              | 14    | 11    | 25     |
| Singolare          | Totale                | 18    | 24    | 42     |
| Doppio             | Grande Slam           | 2     | 5     | 7      |
| Doppio             | Olimpiadi estive      | 0     | 0     | 0      |
| Doppio             | WTA Finals            | 0     | 0     | 0      |
| Doppio             | WTA Premier Mandatory | 4     | 2     | 6      |
| Doppio             | WTA Tour              | 10    | 8     | 18     |
| Doppio             | Totale                | 16    | 15    | 31     |
| Totale             | Totale                | 34    | 39    | 73     |

In questa pagina sono riportare le statistiche realizzate da Svetlana Kuznecova durante la sua carriera tennistica.

## Statistiche WTA

### Singolare

#### Vittorie (18)
| Legenda: Prima del 2009 | Legenda: Dal 2009     |
| ----------------------- | --------------------- |
| Grande Slam (2)         |                       |
| Ori Olimpici (0)        |                       |
| WTA Finals (0)          |                       |
| Tier I (1)              | Premier Mandatory (1) |
| Tier II (3)             | Premier 5 (0)         |
| Tier III (3)            | Premier (5)           |
| Tier IV (1)             | International (2)     |

| N.  | Data              | Torneo                                     | Superficie      | Avversaria in finale     | Punteggio        |
| 1.  | 11 agosto 2002    | Nordea Nordic Light Open, Espoo            | Cemento         | Denisa Chládková         | 0–6, 6–3, 7–6(2) |
| 2.  | 29 settembre 2002 | Commonwealth Bank Tennis Classic, Bali     | Cemento (i)     | Conchita Martínez        | 3–6, 7–6(4), 7–5 |
| 3.  | 20 giugno 2004    | AEGON International, Eastbourne            | Erba            | Daniela Hantuchová       | 2–6, 7–6(4), 6–4 |
| 4.  | 12 settembre 2004 | US Open, New York                          | Cemento         | Elena Dement'eva         | 6–3, 7–5         |
| 5.  | 19 settembre 2004 | Commonwealth Bank Tennis Classic, Bali (2) | Cemento (i)     | Marlene Weingärtner      | 6–1, 6–4         |
| 6.  | 2 aprile 2006     | Sony Ericsson Open, Miami                  | Cemento         | Marija Šarapova          | 6–4, 6–3         |
| 7.  | 17 settembre 2006 | Commonwealth Bank Tennis Classic, Bali (3) | Cemento (i)     | Marion Bartoli           | 7–5, 6–2         |
| 8.  | 24 settembre 2006 | China Open, Pechino                        | Cemento         | Amélie Mauresmo          | 6–4, 6–0         |
| 9.  | 25 agosto 2007    | Pilot Pen Tennis, New Haven                | Cemento         | Ágnes Szávay             | 4–6, 3–0 rit     |
| 10. | 3 maggio 2009     | Porsche Tennis Grand Prix, Stoccarda       | Terra rossa (i) | Dinara Safina            | 6–4, 6–3         |
| 11. | 6 giugno 2009     | Open di Francia, Parigi                    | Terra rossa     | Dinara Safina            | 6–4, 6–2         |
| 12. | 11 ottobre 2009   | China Open, Pechino (2)                    | Cemento         | Agnieszka Radwańska      | 6–2, 6–4         |
| 13. | 8 agosto 2010     | San Diego Open, San Diego                  | Cemento         | Agnieszka Radwańska      | 6–2, 6(7)–7, 6–3 |
| 14. | 3 agosto 2014     | Citi Open, Washington                      | Cemento         | Kurumi Nara              | 6–3, 4–6, 6–4    |
| 15. | 24 ottobre 2015   | Kremlin Cup, Mosca                         | Cemento (i)     | Anastasija Pavljučenkova | 6–2, 6–1         |
| 16. | 15 gennaio 2016   | Apia International Sydney, Sydney          | Cemento         | Mónica Puig              | 6–0, 6–2         |
| 17. | 22 ottobre 2016   | Kremlin Cup, Mosca (2)                     | Cemento (i)     | Dar'ja Gavrilova         | 6–2, 6–1         |
| 18. | 5 agosto 2018     | Citi Open, Washington (2)                  | Cemento         | Donna Vekić              | 4–6, 7–6(7), 6–2 |

#### Sconfitte (24)
| Legenda: Prima del 2009 | Legenda: Dal 2009     |
| ----------------------- | --------------------- |
| Grande Slam (2)         |                       |
| Argenti Olimpici (0)    |                       |
| WTA Finals (0)          |                       |
| Tier I (5)              | Premier Mandatory (3) |
| Tier II (10)            | Premier 5 (3)         |
| Tier III (0)            | Premier (0)           |
| Tier IV (0)             | International (1)     |

| N.  | Data              | Torneo                                | Superficie  | Avversaria in finale | Punteggio        |
| 1.  | 23 febbraio 2004  | Dubai Tennis Championships, Dubai     | Cemento     | Justine Henin        | 6(3)–7, 3–6      |
| 2.  | 6 marzo 2004      | Qatar Ladies Open, Doha               | Cemento     | Anastasija Myskina   | 6–4, 4–6, 4–6    |
| 3.  | 26 aprile 2004    | Warsaw Open, Varsavia                 | Terra rossa | Venus Williams       | 1–6, 4–6         |
| 4.  | 26 settembre 2004 | China Open, Pechino                   | Cemento     | Serena Williams      | 6–4, 5–7, 4–6    |
| 5.  | 1º maggio 2005    | Warsaw Open, Varsavia (2)             | Terra rossa | Justine Henin        | 6–3, 2–6, 5–7    |
| 6.  | 7 maggio 2006     | Warsaw Open, Varsavia (3)             | Terra rossa | Kim Clijsters        | 5–7, 2–6         |
| 7.  | 10 giugno 2006    | Open di Francia, Parigi               | Terra rossa | Justine Henin        | 4–6, 4–6         |
| 8.  | 3 marzo 2007      | Qatar Ladies Open, Doha (2)           | Cemento     | Justine Henin        | 4–6, 2–6         |
| 9.  | 17 marzo 2007     | BNP Paribas Open, Indian Wells        | Cemento     | Daniela Hantuchová   | 3–6, 4–6         |
| 10. | 13 maggio 2007    | Qatar Telecom German Open, Berlino    | Terra rossa | Ana Ivanović         | 6–3, 4–6, 6(3)–7 |
| 11. | 20 maggio 2007    | Internazionali BNL d'Italia, Roma     | Terra rossa | Jelena Janković      | 5–7, 1–6         |
| 12. | 8 settembre 2007  | US Open, New York                     | Cemento     | Justine Henin        | 1–6, 3–6         |
| 13. | 11 gennaio 2008   | Medibank International, Sydney        | Cemento     | Justine Henin        | 6–4, 2–6, 4–6    |
| 14. | 1º marzo 2008     | Dubai Tennis Championships, Dubai (2) | Cemento     | Elena Dement'eva     | 6–4, 3–6, 2–6    |
| 15. | 23 marzo 2008     | BNP Paribas Open, Indian Wells (2)    | Cemento     | Ana Ivanović         | 4–6, 3–6         |
| 16. | 21 settembre 2008 | Toray Pan Pacific Open, Tokyo         | Cemento     | Dinara Safina        | 1–6, 3–6         |
| 17. | 28 settembre 2008 | China Open, Pechino (2)               | Cemento     | Jelena Janković      | 3–6, 2–6         |
| 18. | 9 maggio 2009     | Internazionali BNL d'Italia, Roma (2) | Terra rossa | Dinara Safina        | 3–6, 2–6         |
| 19. | 20 febbraio 2011  | Dubai Tennis Championships, Dubai (3) | Cemento     | Caroline Wozniacki   | 1–6, 3–6         |
| 20. | 3 maggio 2014     | Portugal Open, Oeiras                 | Terra rossa | Carla Suárez Navarro | 4–6, 6–3, 4–6    |
| 21. | 9 maggio 2015     | Mutua Madrileña Madrid Open, Madrid   | Terra rossa | Petra Kvitová        | 1–6, 2–6         |
| 22. | 2 aprile 2016     | Miami Open, Miami                     | Cemento     | Viktoryja Azaranka   | 3–6, 2–6         |
| 23. | 19 marzo 2017     | BNP Paribas Open, Indian Wells (3)    | Cemento     | Elena Vesnina        | 7–6(6), 5–7, 4–6 |
| 24. | 18 agosto 2019    | Western & Southern Open, Cincinnati   | Cemento     | Madison Keys         | 5–7, 6(5)–7      |

### Doppio

#### Vittorie (16)
| Legenda: Prima del 2009 | Legenda: Dal 2009     |
| ----------------------- | --------------------- |
| Grande Slam (2)         |                       |
| Ori Olimpici (0)        |                       |
| WTA Finals (0)          |                       |
| Tier I (3)              | Premier Mandatory (1) |
| Tier II (5)             | Premier 5 (0)         |
| Tier III (2)            | Premier (1)           |
| Tier IV & V (2)         | International (0)     |

| N.  | Data              | Torneo                                                | Superficie    | Compagna                | Avversarie in finale                    | Punteggio        |
| 1.  | 28 luglio 2002    | Orange Prokom Open, Sopot                             | Terra rossa   | Arantxa Sánchez Vicario | Ekaterina Sysoeva Evgenija Kulikovskaja | 6–2, 6–2         |
| 2.  | 11 agosto 2002    | Nordea Nordic Light Open, Helsinki                    | Terra rossa   | Arantxa Sánchez Vicario | Eva Bes Maria José Martínez Sánchez     | 6–3, 6(5)–7, 6–3 |
| 3.  | 22 settembre 2002 | Toyota Princess Cup, Tokyo                            | Cemento       | Arantxa Sánchez Vicario | Petra Mandula Patricia Wartusch         | 6–2, 6–4         |
| 4.  | 6 gennaio 2003    | Mondial Australian Women's Hardcourts, Gold Coast     | Cemento       | Martina Navrátilová     | Nathalie Dechy Émilie Loit              | 6–4, 6–4         |
| 5.  | 23 febbraio 2003  | Dubai Tennis Championships, Dubai                     | Cemento       | Martina Navrátilová     | Cara Black Elena Lichovceva             | 6–3, 7–6(7)      |
| 6.  | 18 maggio 2003    | Internazionali BNL d'Italia, Roma                     | Terra rossa   | Martina Navrátilová     | Jelena Dokić Nadia Petrova              | 6–4, 5–7, 6–2    |
| 7.  | 17 agosto 2003    | Rogers Cup, Toronto                                   | Cemento       | Martina Navrátilová     | María Vento-Kabchi Angelique Widjaja    | 3–6, 6–1, 6–1    |
| 8.  | 28 settembre 2003 | Sparkassen Cup, Lipsia                                | Sintetico (i) | Martina Navrátilová     | Elena Lichovceva Nadia Petrova          | 3–6, 6–1, 6–3    |
| 9.  | 11 gennaio 2004   | Mondial Australian Women's Hardcourts, Gold Coast (2) | Cemento       | Elena Lichovceva        | Liezel Huber Magdalena Maleeva          | 6–3, 6–4         |
| 10. | 6 marzo 2004      | Qatar Ladies Open, Doha                               | Cemento       | Elena Lichovceva        | Janette Husárová Conchita Martínez      | 7–6(4), 6–2      |
| 11. | 29 gennaio 2005   | Australian Open, Melbourne                            | Cemento       | Alicia Molik            | Lindsay Davenport Corina Morariu        | 6–3, 6–4         |
| 12. | 2 aprile 2005     | Sony Ericsson Open, Miami                             | Cemento       | Alicia Molik            | Lisa Raymond Rennae Stubbs              | 7–5, 6(5)–7, 6–2 |
| 13. | 23 giugno 2006    | AEGON International, Eastbourne                       | Erba          | Amélie Mauresmo         | Martina Navrátilová Liezel Huber        | 6–2, 6–4         |
| 14. | 5 aprile 2009     | Sony Ericsson Open, Miami (2)                         | Cemento       | Amélie Mauresmo         | Květa Peschke Lisa Raymond              | 4–6, 6–3, [10–3] |
| 15. | 27 gennaio 2012   | Australian Open, Melbourne (2)                        | Cemento       | Vera Zvonarëva          | Sara Errani Roberta Vinci               | 5–7, 6–4, 6–3    |
| 16. | 20 ottobre 2013   | Kremlin Cup, Mosca                                    | Cemento (i)   | Samantha Stosur         | Alla Kudrjavceva Anastasija Rodionova   | 6–1, 1–6, [10–8] |

#### Sconfitte (15)
| Legenda: Prima del 2009 | Legenda: Dal 2009     |
| ----------------------- | --------------------- |
| Grande Slam (5)         |                       |
| Argenti Olimpici (0)    |                       |
| WTA Finals (0)          |                       |
| Tier I (2)              | Premier Mandatory (0) |
| Tier II (5)             | Premier 5 (0)         |
| Tier III (3)            | Premier (0)           |
| Tier IV & V (0)         | International (0)     |

| N.  | Data              | Torneo                                     | Superficie  | Compagna                | Avversarie in finale                | Punteggio        |
| 1.  | 29 settembre 2002 | Commonwealth Bank Tennis Classic, Bali     | Cemento (i) | Arantxa Sánchez Vicario | Cara Black Virginia Ruano Pascual   | 2–6, 3–6         |
| 2.  | 6 ottobre 2002    | Japan Open Tennis Championships, Tokyo     | Cemento     | Arantxa Sánchez Vicario | Shinobu Asagoe Nana Miyagi          | 4–6, 6–4, 4–6    |
| 3.  | 6 settembre 2003  | US Open, New York                          | Cemento     | Martina Navrátilová     | Virginia Ruano Pascual Paola Suárez | 2–6, 3–6         |
| 4.  | 1º febbraio 2004  | Australian Open, Melbourne                 | Cemento     | Elena Lichovceva        | Virginia Ruano Pascual Paola Suárez | 4–6, 3–6         |
| 5.  | 28 febbraio 2004  | Dubai Tennis Championships, Dubai          | Cemento     | Elena Lichovceva        | Janette Husárová Conchita Martínez  | 0–6, 6–1, 3–6    |
| 6.  | 20 marzo 2004     | Pacific Life Open, Indian Wells            | Cemento     | Elena Lichovceva        | Virginia Ruano Pascual Paola Suárez | 1–6, 2–6         |
| 7.  | 3 aprile 2004     | Sony Open Tennis, Miami                    | Cemento     | Elena Lichovceva        | Nadia Petrova Meghann Shaughnessy   | 2–6, 3–6         |
| 8.  | 5 giugno 2004     | Open di Francia, Parigi                    | Terra rossa | Elena Lichovceva        | Virginia Ruano Pascual Paola Suárez | 0–6, 3–6         |
| 9.  | 18 giugno 2004    | AEGON International, Eastbourne            | Erba        | Elena Lichovceva        | Alicia Molik Magüi Serna            | 4–6, 4–6         |
| 10. | 11 settembre 2004 | US Open, New York (2)                      | Cemento     | Elena Lichovceva        | Virginia Ruano Pascual Paola Suárez | 4–6, 5–7         |
| 11. | 18 settembre 2004 | Commonwealth Bank Tennis Classic, Bali (2) | Cemento (i) | Arantxa Sánchez Vicario | Anastasija Myskina Ai Sugiyama      | 3–6, 5–7         |
| 12. | 5 marzo 2005      | Dubai Tennis Championships, Dubai (2)      | Cemento     | Alicia Molik            | Virginia Ruano Pascual Paola Suárez | 7–6(7), 2–6, 1–6 |
| 13. | 2 giugno 2005     | Torneo di Wimbledon, Londra                | Erba        | Amélie Mauresmo         | Cara Black Liezel Huber             | 2–6, 1–6         |
| 14. | 25 febbraio 2006  | Dubai Tennis Championships, Dubai (3)      | Cemento     | Nadia Petrova           | Květa Peschke Francesca Schiavone   | 6–3, 6(1)–7, 3–6 |
| 15. | 24 febbraio 2007  | Dubai Tennis Championships, Dubai (4)      | Cemento     | Alicia Molik            | Cara Black Liezel Huber             | 6(6)–7, 4–6      |

## Statistiche ITF

### Singolare

#### Vittorie (1)
| Torneo $100.000 (0) |
| Torneo $80.000 (0)  |
| Torneo $75.000 (0)  |
| Torneo $60.000 (0)  |
| Torneo $50.000 (0)  |
| Torneo $25.000 (0)  |
| Torneo $15.000 (0)  |
| Torneo $10.000 (1)  |

| N. | Data           | Torneo                                                      | Superficie  | Avversaria in finale | Punteggio |
| 1. | 22 aprile 2001 | Torneo Internazionale Femminile Città di Cagliari, Cagliari | Terra rossa | Andreea Vanc         | 6–3, 6–1  |

#### Sconfitte (1)
| Torneo $100.000 (0) |
| Torneo $80.000 (0)  |
| Torneo $75.000 (0)  |
| Torneo $60.000 (0)  |
| Torneo $50.000 (0)  |
| Torneo $25.000 (0)  |
| Torneo $15.000 (0)  |
| Torneo $10.000 (1)  |

| N. | Data           | Torneo                                   | Superficie  | Avversaria in finale | Punteggio        |
| 1. | 29 aprile 2001 | Internazionali di San Severo, San Severo | Terra rossa | Lydia Stënbach       | 6–2, 6(5)–7, 3–6 |

## Risultati in progressione
| Sigla | Risultato               |
| ----- | ----------------------- |
| V     | Vincitore               |
| F     | Finalista               |
| SF    | Semifinalista           |
| O     | Oro olimpico            |
| A     | Argento olimpico        |
| SF    | Bronzo olimpico         |
| QF    | Quarti di Finale        |
| 4T    | Quarto turno            |
| 3T    | Terzo turno             |
| 2T    | Secondo turno           |
| 1T    | Primo turno             |
| RR    | Round Robin             |
| LQ    | Turno di qualificazione |
| A     | Assente                 |
| ND    | Non disputato           |

| Legenda superfici    |
| -------------------- |
| Cemento              |
| Terra battuta        |
| Erba                 |
| Superficie variabile |

### Singolare
Aggiornato a fine Qatar Total Open 2020 
| Torneo                 | 2001            | 2002            | 2003            | 2004          | 2005          | 2006          | 2007          | 2008          | 2009              | 2010              | 2011              | 2012              | 2013              | 2014              | 2015              | 2016              | 2017              | 2018              | 2019              | 2020              | 2021              | Titoli      | V–S         |
| ---------------------- | --------------- | --------------- | --------------- | ------------- | ------------- | ------------- | ------------- | ------------- | ----------------- | ----------------- | ----------------- | ----------------- | ----------------- | ----------------- | ----------------- | ----------------- | ----------------- | ----------------- | ----------------- | ----------------- | ----------------- | ----------- | ----------- |
| Tornei del Grande Slam |                 |                 |                 |               |               |               |               |               |                   |                   |                   |                   |                   |                   |                   |                   |                   |                   |                   |                   |                   |             |             |
| Australian Open        | A               | 2T              | 1T              | 3T            | QF            | 4T            | 4T            | 3T            | QF                | 4T                | 4T                | 3T                | QF                | 1T                | 1T                | 2T                | 4T                | Assente           | Assente           | 2T                |                   | 0 / 17      | 36–17       |
| Open di Francia        | A               | Q2              | 1T              | 4T            | 4T            | F             | QF            | SF            | V                 | 3T                | QF                | 4T                | QF                | QF                | 2T                | 4T                | 4T                | 1T                | 1T                |                   |                   | 1 / 17      | 52–16       |
| Wimbledon              | A               | Q2              | QF              | 1T            | QF            | 3T            | QF            | 4T            | 3T                | 2T                | 3T                | 1T                | A                 | 1T                | 2T                | 4T                | QF                | 1T                | 1T                |                   |                   | 0 / 16      | 30–16       |
| US Open                | A               | 3T              | 3T              | V             | 1T            | 4T            | F             | 3T            | 4T                | 4T                | 4T                | A                 | 3T                | 1T                | 1T                | 2T                | 2T                | 1T                | 1T                |                   |                   | 1 / 16      | 35–16       |
| Vittorie–Sconfitte     | 0–0             | 3–2             | 6–4             | 12–3          | 11–4          | 14–4          | 17–4          | 12–4          | 16–3              | 9–4               | 12–4              | 5–3               | 10–3              | 4–4               | 2-4               | 8-4               | 7-3               | 0-3               | 0–3               | 1–1               |                   | 2 / 66      | 149–66      |
| Giochi olimpici        |                 |                 |                 |               |               |               |               |               |                   |                   |                   |                   |                   |                   |                   |                   |                   |                   |                   |                   |                   |             |             |
| Giochi olimpici        | Non disputato   | Non disputato   | Non disputato   | QF            | Non disputato | Non disputato | Non disputato | 1T            | Non disputato     | Non disputato     | Non disputato     | A                 | Non disputato     | Non disputato     | Non disputato     | 3T                | Non disputato     | Non disputato     | Non disputato     | Non disputato     |                   | 0 / 3       | 5–3         |
| Tornei di fine anno    |                 |                 |                 |               |               |               |               |               |                   |                   |                   |                   |                   |                   |                   |                   |                   |                   |                   |                   |                   |             |             |
| WTA Finals             | Non qualificata | Non qualificata | Non qualificata | RR            | NQ            | RR            | RR            | RR            | RR                | Non qualificata   | Non qualificata   | Non qualificata   | Non qualificata   | Non qualificata   | Non qualificata   | SF                | Non qualificata   | Non qualificata   | Non qualificata   | Non qualificata   |                   | 0 / 6       | 4–14        |
| WTA Elite Trophy       | Non disputato   | Non disputato   | Non disputato   | Non disputato | Non disputato | Non disputato | Non disputato | Non disputato | Non disputato     | Non disputato     | Non disputato     | Non disputato     | Non disputato     | Non disputato     | RR                | Non qualificata   | Non qualificata   | Non qualificata   | Non qualificata   | Non qualificata   |                   | 0 / 1       | 1–1         |
| WTA Premier Mandatory  |                 |                 |                 |               |               |               |               |               |                   |                   |                   |                   |                   |                   |                   |                   |                   |                   |                   |                   |                   |             |             |
| Indian Wells           | Assente         | Assente         | 3T              | QF            | QF            | A             | F             | F             | 2T                | 2T                | 2T                | 3T                | 3T                | 3T                | 3T                | 2T                | F                 | 2T                | A                 |                   |                   | 0 / 15      | 26–15       |
| Miami                  | Assente         | Assente         | 2T              | 4T            | 4T            | V             | 4T            | SF            | SF                | 4T                | 3T                | 2T                | 3T                | 2T                | 4T                | F                 | 4T                | 2T                | A                 |                   |                   | 1 / 16      | 36–16       |
| Madrid                 | Non disputato   | Non disputato   | Non disputato   | Non disputato | Non disputato | Non disputato | Non disputato | Non disputato | 2T                | 1T                | 1T                | 1T                | 3T                | 2T                | F                 | 1T                | SF                | 1T                | 2T                |                   |                   | 0 / 11      | 13–11       |
| Pechino                | Tier IV         | Tier IV         | Tier IV         | Tier II       | Tier II       | Tier II       | Tier II       | Tier II       | V                 | 1T                | 2T                | A                 | 2T                | QF                | 3T                | 3T                | 1T                | A                 | 1T                |                   |                   | 1 / 9       | 13–8        |
| WTA Premier 5          |                 |                 |                 |               |               |               |               |               |                   |                   |                   |                   |                   |                   |                   |                   |                   |                   |                   |                   |                   |             |             |
| Doha / Dubai[1]        | Tier II         | Tier II         | Tier II         | Tier II       | Tier II       | Tier II       | Tier II       | Tier II       | 2T                | 3T                | F                 | 3T                | 3T                | A                 | 2T                | 2T                | Assente           | Assente           | Assente           | SF                |                   | 0 / 8       | 15–9        |
| Roma                   | Assente         | Assente         | 3T              | QF            | 2T            | SF            | F             | 3T            | F                 | 2T                | 1T                | 1T                | 1T                | 2T                | A                 | QF                | 3T                | 2T                | A                 |                   |                   | 0 / 15      | 24–15       |
| Montréal / Toronto     | Assente         | Assente         | 1T              | A             | 3T            | QF            | QF            | QF            | 2T                | SF                | 1T                | A                 | 1T                | 1T                | A                 | QF                | 2T                | A                 | 3T                |                   |                   | 0 / 13      | 16–13       |
| Cincinnati             | Non disputato   | Non disputato   | Non disputato   | Tier III      | Tier III      | Tier III      | Tier III      | Tier III      | 3T                | 1T                | 3T                | A                 | 1T                | 3T                | A                 | QF                | QF                | 2T                | F                 |                   |                   | 0 / 9       | 16–9        |
| Tokyo / Wuhan[2]       | Assente         | Assente         | Assente         | Assente       | SF            | Assente       | Assente       | F             | 2T                | 2T                | Assente           | Assente           | QF                | 2T                | 1T                | SF                | 2T                | A                 | 3T                |                   |                   | 0 / 10      | 18–10       |
| Tier I                 |                 |                 |                 |               |               |               |               |               |                   |                   |                   |                   |                   |                   |                   |                   |                   |                   |                   |                   |                   |             |             |
| Charleston             | Assente         | Assente         | Assente         | Assente       | Assente       | QF            | Assente       | Assente       | Premier / WTA 500 | Premier / WTA 500 | Premier / WTA 500 | Premier / WTA 500 | Premier / WTA 500 | Premier / WTA 500 | Premier / WTA 500 | Premier / WTA 500 | Premier / WTA 500 | Premier / WTA 500 | Premier / WTA 500 | Premier / WTA 500 | Premier / WTA 500 | 0 / 1       | 2–1         |
| Berlino                | Assente         | Assente         | 2T              | QF            | QF            | QF            | F             | 3T            | Non disputato     | Non disputato     | Non disputato     | Non disputato     | Non disputato     | Non disputato     | Non disputato     | Non disputato     | Non disputato     | Non disputato     | Non disputato     | Non disputato     |                   | 0 / 6       | 13–6        |
| San Diego              | Tier II         | Tier II         | Tier II         | 3T            | 3T            | Assente       | Assente       | Non disputato | Non disputato     | Premier           | Premier           | Premier           | Premier           | Non disputato     | Non disputato     | Non disputato     | Non disputato     | Non disputato     | Non disputato     | Non disputato     | Non disputato     | 0 / 2       | 2–2         |
| Mosca                  | Q1              | A               | 2T              | QF            | QF            | 2T            | SF            | QF            | Premier / WTA 500 | Premier / WTA 500 | Premier / WTA 500 | Premier / WTA 500 | Premier / WTA 500 | Premier / WTA 500 | Premier / WTA 500 | Premier / WTA 500 | Premier / WTA 500 | Premier / WTA 500 | Premier / WTA 500 | Premier / WTA 500 | Premier / WTA 500 | 0 / 6       | 8–6         |
| Zurigo                 | Assente         | Assente         | Q3              | A             | 1T            | SF            | QF            | T II          | Non disputato     | Non disputato     | Non disputato     | Non disputato     | Non disputato     | Non disputato     | Non disputato     | Non disputato     | Non disputato     | Non disputato     | Non disputato     | Non disputato     | Non disputato     | 0 / 3       | 3–3         |
| Carriera               | 2001            | 2002            | 2003            | 2004          | 2005          | 2006          | 2007          | 2008          | 2009              | 2010              | 2011              | 2012              | 2013              | 2014              | 2015              | 2016              | 2017              | 2018              | 2019              | 2020              | 2021              | Totale      | Totale      |
| Titoli vinti e finali  |                 |                 |                 |               |               |               |               |               |                   |                   |                   |                   |                   |                   |                   |                   |                   |                   |                   |                   |                   |             |             |
| Tornei giocati         | 2               | 11              | 16              | 22            | 17            | 22            | 19            | 19            | 18                | 17                | 19                | 12                | 18                | 19                | 19                | 22                | 16                | 14                | 13                | 4                 |                   | 322         | 322         |
| Titoli                 | 0               | 2               | 0               | 3             | 0             | 3             | 1             | 0             | 3                 | 1                 | 0                 | 0                 | 0                 | 1                 | 1                 | 2                 | 0                 | 1                 | 0                 | 0                 |                   | 18          | 18          |
| Finali raggiunte       | 0               | 2               | 0               | 7             | 1             | 5             | 6             | 5             | 4                 | 1                 | 1                 | 0                 | 0                 | 2                 | 2                 | 3                 | 1                 | 1                 | 1                 | 0                 |                   | 42          | 42          |
| Vittorie–Sconfitte     |                 |                 |                 |               |               |               |               |               |                   |                   |                   |                   |                   |                   |                   |                   |                   |                   |                   |                   |                   |             |             |
| Cemento                | 1–1             | 10–4            | 14–10           | 40–14         | 11–9          | 37–11         | 29–12         | 31–16         | 23–11             | 19–10             | 20–13             | 9–7               | 21–15             | 15–12             | 14–12             | 34–15             | 17-11             | 7-5               | 11–4              | 5–4               |                   | 368–196     | 368–196     |
| Terra rossa            | 1–1             | 12–5            | 3–3             | 12–4          | 8–4           | 19–6          | 14–4          | 7–3           | 16–2              | 3–4               | 7–4               | 4–4               | 8–4               | 12-5              | 6-3               | 9-4               | 10-4              | 3-6               | 5-6               | 0–0               |                   | 157–76      | 157–76      |
| Erba                   | N.D.            | N.D.            | 4–1             | 4–1           | 6–2           | 4–2           | 4–1           | 3–2           | 2–2               | 3–2               | 4–2               | 0–1               | 0–0               | 0–1               | 5–3               | 3–2               | 6-2               | 1-2               | 0–1               | 0–0               |                   | 49–27       | 49–27       |
| Sintetico              | N.D.            | N.D.            | 1–2             | 1–1           | 4–2           | 0–1           | 4–3           | 0–0           | Inutilizzato      | Inutilizzato      | Inutilizzato      | Inutilizzato      | Inutilizzato      | Inutilizzato      | Inutilizzato      | Inutilizzato      | Inutilizzato      | Inutilizzato      | Inutilizzato      | Inutilizzato      |                   | 10–9        | 10–9        |
| Totale                 | 2–2             | 22–9            | 22–16           | 57–20         | 29–17         | 60–20         | 51–20         | 41–21         | 41–15             | 25–16             | 31–19             | 13–12             | 36–19             | 27-17             | 26-19             | 46-21             | 33-16             | 11-13             | 14–13             | 5–4               |                   | 670–336     | 670–336     |
| Vittorie %             | 50%             | 71%             | 58%             | 74%           | 63%           | 75%           | 72%           | 66%           | 73%               | 61%               | 62%               | 52%               | 65%               | 61%               | 58%               | 69%               | 67%               | 46%               | 52%               | 56%               |                   | 66.6%       | 66.6%       |
| Ranking di fine anno   | 259             | 43              | 36              | 5             | 18            | 4             | 2             | 8             | 3                 | 27                | 19                | 72                | 21                | 28                | 25                | 9                 | 12                | 107               | 54                |                   |                   | $25.389.852 | $25.389.852 |

### Doppio
| Tornei del Grande Slam |         |         |       |       |      |         |         |         |         |         |         |         |         |         |         |         |         |         |         |         |                   |                   |
| Australian Open        | Assente | Assente | 3T    | F     | V    | 3T      | 2T      | 2T      | 1T      | 3T      | A       | V       | 2T      | 2T      | 3T      | 3T      | Assente | Assente | Assente | Assente | 2 / 13            | 31-11             |
| Open di Francia        | Assente | Assente | 3T    | F     | 2T   | Assente | Assente | Assente | Assente | Assente | 2T      | A       | 2T      | 1T      | A       | SF      | 3T      | 2T      | A       |         | 0 / 9             | 17-9              |
| Wimbledon              | A       | 1T      | QF    | QF    | F    | 2T      | QF      | A       | 3T      | 2T      | Assente | Assente | Assente | Assente | Assente | 1T      | QF      | Assente | Assente |         | 0 / 10            | 21-10             |
| US Open                | A       | 2T      | F     | F     | QF   | Assente | Assente | Assente | Assente | Assente | Assente | Assente | 2T      | A       | 1T      | Assente | Assente | Assente | Assente |         | 0 / 6             | 15-6              |
| Vittorie–Sconfitte     | 0–0     | 1–2     | 12-4  | 18-4  | 15-3 | 3-2     | 4-2     | 1-1     | 2-2     | 3-2     | 1-1     | 6-0     | 3-3     | 1-2     | 2-2     | 6-3     | 5-2     | 1–1     | 0–0     | 0–0     | 2 / 34            | 84–36             |
| Carriera               |         |         |       |       |      |         |         |         |         |         |         |         |         |         |         |         |         |         |         |         |                   |                   |
| Tornei giocati         | 2       | 12      | 17    | 16    | 11   | 9       | 8       | 7       | 8       | 6       | 7       | 4       | 10      | 7       | 6       | 12      | 7       | 3       | 0       | 0       | 152               | 152               |
| Titoli                 | 0       | 3       | 5     | 2     | 2    | 1       | 0       | 0       | 1       | 0       | 0       | 1       | 0       | 0       | 0       | 0       | 0       | 0       | 0       | 0       | 15                | 15                |
| Finali                 | 0       | 5       | 6     | 10    | 4    | 2       | 1       | 0       | 1       | 0       | 0       | 1       | 0       | 0       | 0       | 0       | 0       | 0       | 0       | 0       | 30                | 30                |
| Totale V–S             | 2-2     | 23-9    | 43-11 | 44-14 | 23-8 | 15-6    | 14-5    | 6-6     | 10-6    | 6-5     | 7-6     | 7-3     | 7-10    | 5-7     | 3-7     | 12-12   | 10-7    | 2–3     | 0–0     | 0–0     | 239-127           | 239-127           |
| Vittorie %             | 50%     | 72%     | 80%   | 76%   | 74%  | 71%     | 74%     | 50%     | 63%     | 55%     | 54%     | 70%     | 41%     | 42%     | 30%     | 50%     | 59%     | 40%     | –       | –       | 65.3%             | 65.3%             |
| Ranking di fine anno   | 217     | 45      | 7     | 8     | 8    | 37      | 41      | 142     | 53      | 107     | 89      | 38      | 54      | 116     | 165     | 56      | 60      | 298     | N.D.    |         | Best ranking n° 3 | Best ranking n° 3 |

## Vittorie contro giocatrici Top 10
| Stagione | 2004 | 2005 | 2006 | 2007 | 2008 | 2009 | 2010 | 2011 | 2012 | 2013 | 2014 | 2015 | 2016 | 2017 | 2018 | 2019 | 2020 | 2021 | Totale |
| Vittorie | 6    | 0    | 8    | 6    | 4    | 7    | 2    | 3    | 2    | 4    | 4    | 3    | 6    | 2    | 0    | 4    | 1    | 1    | 63     |

| #    | Giocatrice                 | Ranking | Evento                            | Superficie      | Turno | Punteggio        | Rank. SKR |
| ---- | -------------------------- | ------- | --------------------------------- | --------------- | ----- | ---------------- | --------- |
| 2004 |                            |         |                                   |                 |       |                  |           |
| 1.   | Ai Sugiyama                | 8       | Dubai Tennis Championships, Dubai | Cemento         | SF    | 6–0, 7–5         | 29        |
| 2.   | Justine Henin-Hardenne (1) | 1       | Qatar Ladies Open, Doha           | Cemento         | SF    | 6–2, 4–6, 6–3    | 20        |
| 3.   | Elena Dement'eva (1)       | 9       | German Open, Berlino              | Terra rossa     | 3T    | 6–2, 6(5)–7, 6–4 | 14        |
| 4.   | Lindsay Davenport          | 4       | US Open, New York                 | Cemento         | SF    | 1–6, 6–2, 6–4    | 9         |
| 5.   | Elena Dement'eva (2)       | 6       | US Open, New York                 | Cemento         | F     | 6–3, 7–5         | 9         |
| 6.   | Marija Šarapova (1)        | 9       | China Open, Pechino               | Cemento         | SF    | 6–2, 6–2         | 5         |
| 2006 |                            |         |                                   |                 |       |                  |           |
| 7.   | Amélie Mauresmo (1)        | 2       | Dubai Tennis Championships, Dubai | Cemento         | QF    | 7–6(11), 6–4     | 15        |
| 8.   | Amélie Mauresmo (2)        | 1       | Miami Open, Miami                 | Cemento         | SF    | 6–1, 6–4         | 14        |
| 9.   | Marija Šarapova (2)        | 4       | Miami Open, Miami                 | Cemento         | F     | 6–4, 6–3         | 14        |
| 10.  | Patty Schnyder             | 9       | AI Championships, Amelia Island   | Terra verde     | QF    | 6–3, 6–1         | 10        |
| 11.  | Elena Dement'eva (3)       | 5       | Pilot Pen Tennis, New Haven       | Cemento         | QF    | 6–3, 3–6, 6–2    | 7         |
| 12.  | Amélie Mauresmo (3)        | 1       | China Open, Pechino               | Cemento         | F     | 6–4, 6–0         | 5         |
| 13.  | Martina Hingis             | 9       | Zurich Open, Zurigo               | Cemento (i)     | QF    | 6–1, 1–6, 6–3    | 4         |
| 14.  | Elena Dement'eva (4)       | 8       | WTA Tour Championships, Madrid    | Cemento         | RR    | 7–5, 6–3         | 4         |
| 2007 |                            |         |                                   |                 |       |                  |           |
| 15.  | Nicole Vaidišová           | 10      | Indian Wells Open, Indian Wells   | Cemento         | QF    | 4–6, 6–3, 6–4    | 4         |
| 16.  | Nadia Petrova              | 9       | German Open, Berlino              | Terra rossa     | QF    | 7–6(5), 6–4      | 4         |
| 17.  | Justine Henin (2)          | 1       | German Open, Berlino              | Terra rossa     | SF    | 6–4, 5–7, 6–4    | 4         |
| 18.  | Dinara Safina (1)          | 9       | Internazionali d'Italia, Roma     | Terra rossa     | QF    | 6–1, 6–3         | 3         |
| 19.  | Anna Čakvetadze            | 6       | US Open, New York                 | Cemento         | SF    | 3–6, 6–1, 6–1    | 4         |
| 20.  | Serena Williams (1)        | 7       | Stuttgart Open, Stoccarda         | Cemento (i)     | QF    | 6–3, 6–3         | 2         |
| 2008 |                            |         |                                   |                 |       |                  |           |
| 21.  | Jelena Janković (1)        | 4       | Dubai Tennis Championships, Dubai | Cemento         | SF    | 5–7, 6–4, 6–3    | 3         |
| 22.  | Marija Šarapova (3)        | 5       | Indian Wells Open, Indian Wells   | Cemento         | SF    | 6–3, 5–7, 6–2    | 3         |
| 23.  | Venus Williams (1)         | 7       | Miami Open, Miami                 | Cemento         | QF    | 6–4, 6–4         | 4         |
| 24.  | Jelena Janković (2)        | 2       | Pan Pacific Open, Tokyo           | Cemento         | QF    | 2–6, 7–5, 7–5    | 7         |
| 2009 |                            |         |                                   |                 |       |                  |           |
| 25.  | Elena Dement'eva (5)       | 3       | Stuttgart Open, Stoccarda         | Terra rossa (i) | SF    | 6–4, 6–2         | 9         |
| 26.  | Dinara Safina (2)          | 1       | Stuttgart Open, Stoccarda         | Terra rossa (i) | F     | 6–4, 6–3         | 9         |
| 27.  | Jelena Janković (3)        | 4       | Internazionali d'Italia, Roma     | Terra rossa     | QF    | 6–1, 7–6(3)      | 8         |
| 28.  | Viktoryja Azaranka         | 9       | Internazionali d'Italia, Roma     | Terra rossa     | SF    | 6–2, 6–4         | 8         |
| 29.  | Serena Williams (2)        | 2       | Open di Francia, Parigi           | Terra rossa     | QF    | 7–6(3), 5–7, 7–5 | 7         |
| 30.  | Dinara Safina (3)          | 1       | Open di Francia, Parigi           | Terra rossa     | F     | 6–4, 6–2         | 7         |
| 31.  | Elena Dement'eva (6)       | 5       | WTA Tour Championships, Doha      | Cemento         | RR    | 6–3, 6–2         | 3         |
| 2010 |                            |         |                                   |                 |       |                  |           |
| 32.  | Agnieszka Radwańska (1)    | 10      | San Diego Open, San Diego         | Cemento         | F     | 6–4, 6(7)–7, 6–3 | 21        |
| 33.  | Agnieszka Radwańska (2)    | 9       | Canadian Open, Montréal           | Cemento         | 3T    | 6–4, 1–6, 6–3    | 16        |
| 2011 |                            |         |                                   |                 |       |                  |           |
| 34.  | Samantha Stosur            | 6       | Sydney International, Sydney      | Cemento         | 2T    | 3–6, 6–3, 6–4    | 25        |
| 35.  | Francesca Schiavone        | 4       | Dubai Tennis Championships, Dubai | Cemento         | 3T    | 1–6, 6–0, 7–5    | 23        |
| 36.  | Agnieszka Radwańska (3)    | 10      | Dubai Tennis Championships, Dubai | Cemento         | QF    | 7–6(7), 6–3      | 23        |
| 2012 |                            |         |                                   |                 |       |                  |           |
| 37.  | Vera Zvonarëva             | 7       | Sydney International, Sydney      | Cemento         | 1T    | 6–1, 6–2         | 19        |
| 38.  | Agnieszka Radwańska (4)    | 3       | Open di Francia, Parigi           | Terra rossa     | 3T    | 6–1, 6–2         | 28        |
| 2013 |                            |         |                                   |                 |       |                  |           |
| 39.  | Caroline Wozniacki (1)     | 10      | Sydney International, Sydney      | Cemento         | 2T    | 7–6(4), 1–6, 6–2 | 85        |
| 40.  | Caroline Wozniacki (2)     | 10      | Australian Open, Melbourne        | Cemento         | 4T    | 6–2, 2–6, 7–5    | 75        |
| 41.  | Angelique Kerber (1)       | 8       | Open di Francia, Parigi           | Terra rossa     | 4T    | 6–4, 4–6, 6–3    | 39        |
| 42.  | Sara Errani                | 6       | Pan Pacific Open, Tokyo           | Cemento         | 2T    | 6–4, 6–4         | 27        |
| 2014 |                            |         |                                   |                 |       |                  |           |
| 43.  | Simona Halep (1)           | 5       | Stuttgart Open, Stoccarda         | Terra rossa (i) | 2T    | 7–5, 7–6(4)      | 29        |
| 44.  | Petra Kvitová              | 6       | Open di Francia, Parigi           | Terra rossa     | 3T    | 6(3)–7, 6–1, 9–7 | 28        |
| 45.  | Eugenie Bouchard           | 8       | Cincinnati Open, Cincinnati       | Cemento         | 2T    | 6–4, 3–6, 6–2    | 24        |
| 46.  | Angelique Kerber (2)       | 10      | China Open, Pechino               | Cemento         | 3T    | 2–6, 6–4, 6–3    | 27        |
| 2015 |                            |         |                                   |                 |       |                  |           |
| 47.  | Agnieszka Radwańska (5)    | 8       | Fed Cup, Cracovia                 | Cemento (i)     | QF    | 6–4, 2–6, 6–2    | 27        |
| 48.  | Ekaterina Makarova         | 8       | Madrid Open, Madrid               | Terra rossa     | 1T    | 6–2, 6–1         | 29        |
| 49.  | Marija Šarapova (4)        | 3       | Madrid Open, Madrid               | Terra rossa     | SF    | 6–2, 6–4         | 29        |
| 2016 |                            |         |                                   |                 |       |                  |           |
| 50.  | Simona Halep (2)           | 2       | Sydney International, Sydney      | Cemento         | SF    | 7–6(5), 4–6, 6–3 | 25        |
| 51.  | Serena Williams (3)        | 1       | Miami Open, Miami                 | Cemento         | 4T    | 6(3)–7, 6–1, 6–2 | 19        |
| 52.  | Venus Williams (2)         | 7       | Wuhan Open, Wuhan                 | Cemento         | 3T    | 6–2, 6–2         | 10        |
| 53.  | Agnieszka Radwańska (6)    | 4       | Wuhan Open, Wuhan                 | Cemento         | QF    | 1–6, 7–6(9), 6–4 | 10        |
| 54.  | Agnieszka Radwańska (7)    | 3       | WTA Finals, Singapore             | Cemento (i)     | RR    | 7–5, 1–6, 7–5    | 9         |
| 55.  | Karolína Plíšková (1)      | 5       | WTA Finals, Singapore             | Cemento (i)     | RR    | 3–6, 6–2, 7–6(6) | 9         |
| 2017 |                            |         |                                   |                 |       |                  |           |
| 56.  | Karolína Plíšková (2)      | 3       | Indian Wells Open, Indian Wells   | Cemento         | SF    | 7–6(5), 7–6(2)   | 8         |
| 57.  | Agnieszka Radwańska (8)    | 10      | Torneo di Wimbledon, Londra       | Erba            | 4T    | 6–2, 6–4         | 8         |
| 2019 |                            |         |                                   |                 |       |                  |           |
| 58.  | Aryna Sabalenka            | 10      | Madrid Open, Madrid               | Terra rossa     | 1T    | 7–5, 6–4         | 101       |
| 59.  | Sloane Stephens            | 10      | Cincinnati Open, Cincinnati       | Cemento         | 3T    | 6–1, 6–2         | 153       |
| 60.  | Karolína Plíšková (3)      | 3       | Cincinnati Open, Cincinnati       | Cemento         | QF    | 3–6, 7–6(2), 6–3 | 153       |
| 61.  | Ashleigh Barty             | 2       | Cincinnati Open, Cincinnati       | Cemento         | SF    | 6–2, 6–4         | 153       |
| 2020 |                            |         |                                   |                 |       |                  |           |
| 62.  | Belinda Bencic             | 9       | Qatar Ladies Open, Doha           | Cemento         | QF    | 6–4, 6–4         | 46        |
| 2021 |                            |         |                                   |                 |       |                  |           |
| 63.  | Elina Svitolina            | 5       | Dubai Tennis Championships, Dubai | Cemento         | 2T    | 2–6, 6–4, 6–1    | 41        |